# Phyllanthus odontadenius
Phyllanthus odontadenius är en emblikaväxtart som beskrevs av Johannes Müller Argoviensis. Phyllanthus odontadenius ingår i släktet Phyllanthus och familjen emblikaväxter. Inga underarter finns listade i Catalogue of Life.